# Kringliga låtar efter Snickar-Erik Olsson
Kringliga låtar efter Snickar-Erik Olsson är ett folkmusikalbum (CD) med hälsingespelmannen Ulf Störling, fiol och Roland Keijser, klarinett på fyra låtar. Innehåller traditionsspel av låtar efter Snickar-Erik Olsson, "Snickar-Ersker", från Ovanåker i södra Hälsingland. Konvolutet innehåller rikligt med fakta om låtar och spelmän. Innehåller även engelsk text och den alternativa titeln Twisted Tunes. Utgavs 2002 på Hurv med katalognummer KRCD-31.

## Låtlista
Samtliga efter Snickar-Erik Olsson och polskorna är låtar till den äldre inhemska dansen kringelpolska.
1. "Tyska klockorna"
2. "Knäpplåt"
3. "Polska"
4. "Polska" (finns även i Skog efter Lars Törnlund och i Bingsjö efter Hjort Anders Olsson)
5. "Polska"
6. "Polska"
7. "Polska"
8. "Polska"
9. "Polska"
10. "Polska" (mycket typisk för Snickar-Ersker och andra reprisen spelas ett par gånger med tekniken jerri-jerri, ett rullstråk med synkoperad tremolokaraktär typiskt för Voxnadalen)
11. "Jämtpolska"
12. "Kongen, polska"
13. "Polska av Snickar-Erik Olsson"
14. "Polska"
15. "Polska"
16. "Polska"
17. "Polska"
18. "Polska"
19. "Polska"
20. "Polska"
21. "Faraos polska" (mest känd i Bingsjö-tappning som Nylandspojkarnas polska")
22. "Långdans åt kararne"
23. "Långdans åt käringarne"